# 会田健二
会田 健二（あいだ けんじ、1935年3月25日 - ）は、日本の経営者。日本触媒社長、会長を務めた。

## 来歴・人物
愛知県出身。1957年に名古屋大学工学部化学工学科を卒業し、同年に日本触媒に入社した。1985年に取締役に就任し、1989年2月に常務、同年5月に専務を経て、1995年2月に副社長に就任し、1996年1月には社長に昇格した。2000年6月に会長を経て、2002年6月には相談役に就任。